# Cladopsammia willeyi
Cladopsammia willeyi is een rifkoralensoort uit de familie van de Dendrophylliidae. De wetenschappelijke naam van de soort is voor het eerst geldig gepubliceerd in 1899 door Gardiner.